# Manuel Uquillas
Manuel Uquillas, es un exfutblista que jugaba como delantero, jugador histórico del equipo Barcelona, actualmente es entrenador.

## Trayectoria
Manuel Antonio Uquillas Silva, conocido como el ‘matador’, debutó en 1987 defendiendo los colores de Barcelona Sporting Club, hasta 1993. Jugó una temporada en Espoli para regresar nuevamente, en 1995, a filas ‘canarias’. Su último equipo fue Deportivo Quito, club en el que se retiró en 1998.
Fue campeón nacional con los ‘toreros’ en los años 1987, 1989, 1991, 1995 y 1997, y máximo goleador nacional en 1994, con 25 anotaciones, y en 1995, con 24 tantos. Como delantero ‘canario’, Uquillas fue artífice de muchas hazañas con su equipo. Un momento especial fue el gol con el que eliminó a Emelec en los cuartos de final de la Copa Libertadores 1990, ese año, Barcelona fue vicecampeón de América.

## Clubes
| Club            | País    | Año       |
| --------------- | ------- | --------- |
| LDE             | Ecuador | 1985-1986 |
| Barcelona       | Ecuador | 1987-1993 |
| LDU (P)         | Ecuador | 1993      |
| Espoli          | Ecuador | 1994      |
| Barcelona       | Ecuador | 1995-1997 |
| Deportivo Quito | Ecuador | 1998      |
| Calvi           | Ecuador | 1998      |
| Barcelona       | Ecuador | 1999-2003 |
| Everest         | Ecuador | 2003-2004 |

## Palmarés

### Campeonatos nacionales
| Título             | Club      | País    | Año  |
| ------------------ | --------- | ------- | ---- |
| Serie A de Ecuador | Barcelona | Ecuador | 1987 |
| Serie A de Ecuador | Barcelona | Ecuador | 1989 |
| Serie A de Ecuador | Barcelona | Ecuador | 1991 |
| Serie A de Ecuador | Barcelona | Ecuador | 1995 |
| Serie A de Ecuador | Barcelona | Ecuador | 1997 |

### Distinciones individuales
| Distinción                          | Año  |
| ----------------------------------- | ---- |
| Goleador del Campeonato Ecuatoriano | 1994 |
| Goleador de la Serie A de Ecuador   | 1995 |